# Barrage-écluse d'Anseremme
Le barrage-écluse d'Anseremme, l'écluse d'Anseremme ou les barrages d'Anseremme, officiellement l'écluse 3 Anseremme, est un barrage-écluse sur la Meuse, dans la province de Namur, en Belgique. Ce barrage-écluse est composé de deux barrages longs d'une quarantaine de mètres chacun et séparés par l'île de Moniat ; celui sur la rive gauche est reculé par rapport à celui situé à côté de l'écluse en raison de la confluence de la Lesse. Il est composé également d'une écluse longue d'une centaine de mètres et large de 12 mètres.
Aménagement d'importance pour le trafic fluvial qui permet le passage de péniches en amont de la Meuse vers la France, il est important également pour la région wallonne et l'économie de la Haute-Meuse.

## Situation
Le barrage-écluse se situe dans la section d'Anseremme de la commune namuroise de Dinant en région wallonne. En amont, le barrage-écluse est précédé par le viaduc ferroviaire d'Anseremme qui passe en partie au-dessus du barrage-écluse et par l'écluse 2 dite de Waulsort à 7,18 km ; alors qu'en aval, il est suivi par le viaduc Charlemagne à 0,62 km et par le pont Charles de Gaulle au cœur de la ville de Dinant à 2,91 km.

## Description de l'ouvrage

### Barrages
Les deux barrages sont munis chacun de deux pertuis de 19 mètres alors que les barrages en amont et en aval ont des pertuis plus longs. La chute d'eau est haute de 2,26 mètres.
Ces barrages, avec les autres de la Haute-Meuse, produisent de l'électricité pour 18 000 ménages. Cette nouvelle centrale hydroélectrique a été inaugurée en 2021, le 23 février. Sa production avoisine les 7 millions de kWh/an et produit de l'électricité pour près de 2 000 ménages. La centrale est amovible en cas de crue.

### Coût
Depuis 1982, les barrages de la Haute-Meuse sont modernisés. La modernisation pour le nouveau barrage d'Anseremme a coûté près de 8,68 millions d'euros, l'équipement électromécanique de ce barrage et de celui de Dinant a coûté près de 4,21 millions d'euros et les sept barrages-écluses entre La Plante et celui d'Anseremme ont coûté près de 6,07 millions d'euros. La centrale a été acheminée par la Meuse.